# Horornis carolinae
Horornis carolinae é uma espécie de ave da família Cettiidae.
Apenas pode ser encontrada na Indonésia.
Os seus habitats naturais são: florestas subtropicais ou tropicais húmidas de baixa altitude.
Está ameaçada por perda de habitat.